# Грезиньи-Сент-Рен
Грезиньи́-Сент-Рен (фр. Grésigny-Sainte-Reine) — коммуна во Франции, находится в регионе Бургундия. Департамент коммуны — Кот-д’Ор. Входит в состав кантона Венаре-Ле-Лом. Округ коммуны — Монбар.
Код INSEE коммуны — 21307.

## Население
Население коммуны на 2010 год составляло 136 человек.
| 1962 | 1968 | 1975 | 1982 | 1990 | 1999 | 2010 |
| ---- | ---- | ---- | ---- | ---- | ---- | ---- |
| 177  | 167  | 179  | 153  | 138  | 153  | 136  |

## Экономика
В 2010 году среди 85 человек трудоспособного возраста (15—64 лет) 58 были экономически активными, 27 — неактивными (показатель активности — 68,2 %, в 1999 году было 78,0 %). Из 58 активных жителей работали 56 человек (27 мужчин и 29 женщин), безработных было 2 (1 мужчина и 1 женщина). Среди 27 неактивных 6 человек были учениками или студентами, 18 — пенсионерами, 3 были неактивными по другим причинам.